# Barbara Bouchet
Barbara Bouchet (Reichenberg, Região dos Sudetas (atual Liberec), 15 de agosto de 1944) é o nome artístico de Barbara Gutscher, modelo, atriz e empresária tcheca radicada na Itália.
Ela trabalhou em mais de 80 filmes e episódios de séries televisivas. Fundou uma companhia produtora de vídeos e livros de fitness, tornando-se proprietária de um estúdio próprio. No cinema, alguns de seus papéis foram a Miss Moneypenny em Casino Royale (1967), Kelinda no episódio "By Any Other Name" da série original de Star Trek, Patrizia em Non si sevizia un paperino e Senhora Schermerhorn em Gangs of New York.

## Biografia
Barbara Bouchet nasceu em Liberec, antiga Tchecoslováquia. Durante a II Guerra Mundial sua família esteve num Campo de Refugiados na Alemanha e depois emigraram para os Estados Unidos graças à Lei Americana dos Refugiados aprovada em 1948.

### Juventude
Nos Estados Unidos, a família foi para um assentamento em San Francisco, Califórnia, onde a jovem Barbara Goutscher cresceu e se matriculou na Escola Secundária Galileo.
Em 1959, com a popularidade do filme Gidget, o canal de TV Local KPIX lançou o concurso da "Miss Gidget" no programa de Dick Stewart. Barbara venceu e como prêmio lhe foi oferecido o trabalho de dançarina no quadro Dance Party ("Festa dançante"). Ela esteve no programa de 1959 a 1962, na qual dançava as canções pop e rock de sucesso da época. Após esse trabalho ela foi para Hollywood mudando seu nome de nascimento que soava alemão para uma francês Bouchet. Fotos dela como dançarina adolescente podem ser vistas aqui 

### Carreira
Barbara Bouchet começou sua carreira como modelo de capas de revistas e atuando em comerciais de TV, antes de se tornar atriz de cinema. Seu primeiro papel foi uma pequena participação em What a Way to Go! (1964). Outros foram nos filmes John Goldfarb, Please Come Home! (1964), In Harm's Way (1964) (que, apesar da história se passar em 1941, aparece em cena dançando sensualmente imitando o estilo que celebrizou Brigite Bardot)  e Agent for H.A.R.M. (1966).
Em Casino Royale (1967), ela interpretou Miss Moneypenny (filha jovem da antiga e aposentada Miss Moneypenny). Em 1968, ela foi convidada para um episódio da série Star Trek: "By Any Other Name".
Nos anos de 1970, Barbara se mudou para a Itália onde iniciou sua participação em filmes daquele país. Algumas películas em que ela aparece são: La Tarantola dal ventre nero (1971), Alla ricerca del piacere (1971), Casa d'Appuntamento (1972) e Milano calibro 9 (1972).
Nos anos de 1980, Barbara ficou conhecida na televisão italiana ao atuar com Gregory Peck em O Vermelho e o Negro de 1983, um filme de guerra. Em 1985 ela se tornou sócia de uma produtora e começou a realizar séries de vídeos e livros sobre fitness. Ela acabou por abrir um estúdio em Roma.
Em 2002 voltou a atuar no cinema americano. Apareceu em Gangs of New York no papel da senhora Schermerhorn.

### Vida Particular
Em 1974, Barbara Bouchet se casou com o produtor Luigi Borghese, com quem teve dois filhos: Alessandro (nascido em 1976) e Massimiliano (nascido em 1989). Separou-se do seu marido em 2006.

## Filmografia

### No cinema
| - What a Way to Go! (1964) - A Global Affair (1964) - Bedtime Story (1964) - Good Neighbor Sam (1964) - Sex and the Single Girl (1964) - John Goldfarb, Please Come Home! (1965) - In Harm's Way (1965) - Agent for H.A.R.M. (1966) - Casino Royale (1967) - Danger Route (1967) - Surabaya Conspiracy (1969) - Colpo rovente (1969) - Sweet Charity (1969) - Cerca di capirmi (1970) - L'asino d'oro: processo per fatti strani contro Lucius Apuleius cittadino romano (1970) - Il debito coniugale (1970) - Non commettere atti impuri (1971) - Nokaut (1971) - Forza 'G' (1971) - Il prete sposato (1971) - L'uomo dagli occhi di ghiaccio (1971) - La tarantola dal ventre nero (1971) - Le calde notti di Don Giovanni (1971) - Anche se volessi lavorare, che faccio? (1972) - La Calandria (1972) - Racconti proibiti... di niente vestiti (1972) - Finalmente... le mille e una notte (1972) - Una cavalla tutta nuda (1972) - Milano calibro 9 (1972) - Alla ricerca del piacere (1972) - Valeria dentro e fuori (1972) - Casa d'appuntamento (1972) - La dama rossa uccide sette volte (1972) | - Non si sevizia un paperino (1972) - Conoscenza matrimoniale (1973) - Ancora una volta prima di lasciarci (1973) - Il tuo piacere è il mio (1973) - Ricco (1973) - La badessa di Castro (1974) - La svergognata (1974) - Quelli che contano (1974) - L'anatra all'arancia (1975) - L'amica di mia madre (1975) - Amore vuol dir gelosia (1975) - Per le antiche scale (1975) - To Agistri (1976) - Spogliamoci così senza pudor (1976) - Con la rabbia agli occhi (1976) - Brogliaccio d'amore (1976) - 40 gradi all'ombra del lenzuolo (1976), segmento "I soldi in banca" - Tutti possono arricchire tranne i poveri (1976) - Contessa Federici Fontana - Diamanti sporchi di sangue (1977) - L'appuntamento (1977) - Come perdere una moglie e trovare un'amante (1978) - Travolto dagli affetti familiari (1978) - Liquirizia (1979) - Sabato, domenica e venerdì (1979, segment "Domenica") - Sono fotogenico (1980) - La moglie in vacanza... l'amante in città (1980) - Spaghetti a mezzanotte (1981) - Crema cioccolato e pa...prika (1981) - Per favore, occupati di Amelia (1982) - Diamond Connection (1982) - Perché non facciamo l'amore? (1982) - Mari del sud (Our Tropical Island, 1982) - Gangs of New York (2002) - Bastardi (2007) |

### Na televisão
- TV KPIX - Dick Stewart Television Show, (1959-1962, não creditada)
- The Rogues (série de TV de 1964, 1 episódio)
- Voyage to the Bottom of the Sea (1965, série de TV, 1 episódio)
- The Man from U.N.C.L.E. (1966, 1 episódio)
- The Virginian (1967, série de TV, 1 episódio)
- Tarzan (1968, série de TV, 1 episódio)
- Star Trek (1968, série de TV, 1 episódio)
- Cool Million (1972)
- Beauty Center Show (1983)
- The Scarlet and the Black (1983)
- Quelli della speciale (1992), minissérie
- Stracult 2 (2001, 1 episódio)
- Incantesimo 6 (2003)
- Diritto di difesa (2004, 4 episódios)
- Un posto al sole (2004)
- Capri (2006)
- Ho sposato uno sbirro (2007), minissérie